# Schaken op de Aziatische Indoorspelen 2007
Schaken was een van de onderdelen van de Aziatische Indoorspelen 2007 in Macau. Het stond voor het eerst op het programma van de Aziatische Indoorspelen. Er werd gestreden in drie schaakvarianten.

## Medaillewinnaars

### Snelschaak
| event               | Goud                                                          | land  | Zilver | land       | Brons | land              |
| ------------------- | ------------------------------------------------------------- | ----- | --- | ---------- | --- | ----------------- |
| Heren individueel   | Krishnan Sasikiran                                            | India | Murtas Kazhgaleyev                                                                                           | Kazachstan | Elshan Moradi Bu Xiangzhi                                                                                    | Iran China        |
| Vrouwen individueel | Humpy Koneru                                                  | India | Zhu Chen | Qatar      | Irine Kharisma Sukandar Pham Bich Ngoc                                                                       | Indonesië Vietnam |
| Gemengd team        | Ni Hua Wang Hao Zhang Pengxiang Zhao Xue Hou Yifan Ruan Lufei | China | Krishnan Sasikiran Surya Shekhar Ganguly Arunprasad Subramanian Humpy Koneru Tania Sachdev Dronavalli Harika | India      | Murtas Kazhgaleyev Anuar Ismagambetov Evgeny Vladimirov Gulmira Dauletova Aigerim Rysbayeva Mariya Sergeyeva | Kazachstan        |

### Rapidschaak
| event               | Goud | land  | Zilver                                                                      | land    | Brons                                                                                                   | land               |
| ------------------- | --- | ----- | --------------------------------------------------------------------------- | ------- | --- | ------------------ |
| Heren individueel   | Krishnan Sasikiran                                                                                          | India | Mohamad Al-Modiahki                                                         | Qatar   | Bu Xiangzhi Nguyen Ngoc Truong Son                                                                      | China Vietnam      |
| Vrouwen individueel | Dronavalli Harika                                                                                           | India | Shadi Paridar                                                               | Iran    | Catherine Perena Nguyen Thi Thanh An                                                                    | Filipijnen Vietnam |
| Gemengd team        | Krishnan Sasikiran Surya Shekhar Ganguly Deepan Chakkaravarthy Humpy Koneru Dronavalli Harika Tania Sachdev | India | Nguyen Ngoc Truong Son Le Quang Liem Nguyen Thi Thanh An Hoang Thi Bao Tram | Vietnam | Ehsan Ghaem Maghami Elshan Moradi Homayoun Towfighi Shadi Paridar Shayesteh Ghaderpour Mitra Hejazipour | Iran               |

### Klassiek schaak
| event               | Goud                                                    | land  | Zilver | land       | Brons | land              |
| ------------------- | ------------------------------------------------------- | ----- | --- | ---------- | --- | ----------------- |
| Heren individueel   | Ni Hua                                                  | China | Murtas Kazhgaleyev                                                                                                 | Kazachstan | Bayarsaikhan Gundavaa Hafizulhelmi Mas                                                                         | Mongolië Maleisië |
| Vrouwen individueel | Zhu Chen                                                | Qatar | Hou Yifan | China      | Dronavalli Harika Zulaikha Siti                                                                                | India Maleisië    |
| Gemengd team        | Bu Xiangzhi Ni Hua Wang Hao Xu Xuhua Hou Yifan Zhao Xue | China | Krishnan Sasikiran Surya Shekhar Ganguly Deepan Chakkaravarthy Humpy Koneru Dronavalli Harika Meenakshi Subbaraman | India      | Nguyen Anh Duong Le Quang Liem Nguyen Ngoc Truong Son Nguyen Thi Thanh An Le Kieu Thien Kim Hoang Thi Bao Tram | Vietnam           |